# Gare de Villefranche-sur-Saône
Pour les articles homonymes, voir Gare de Villefranche.
La gare de Villefranche-sur-Saône est une gare ferroviaire française de la ligne de Paris-Lyon à Marseille-Saint-Charles, située à proximité du centre-ville de Villefranche-sur-Saône, dans le département du Rhône en région Auvergne-Rhône-Alpes.
Elle est mise en service en 1854 par la Compagnie du chemin de fer de Paris à Lyon (PL). C'est une gare voyageurs de la Société nationale des chemins de fer français (SNCF) du réseau TER Auvergne-Rhône-Alpes, desservie par des trains express régionaux. Elle est ouverte au service de Fret SNCF.

## Situation ferroviaire
Établie à 191 m d'altitude, la gare de Villefranche-sur-Saône est située au point kilométrique (PK) 477,000 de la ligne de Paris-Lyon à Marseille-Saint-Charles, entre les gares de Saint-Georges-de-Reneins et d'Anse.

## Histoire

### Gare PL puis PLM: 1854-1938
La « station de Villefranche » est mise en service le 10 juillet 1854 par la Compagnie du chemin de fer de Paris à Lyon, lorsqu'elle ouvre à l'exploitation la section de Chalon (Saint-Côme) à Lyon (Vaise) de sa ligne de Paris à Lyon. Comme toutes les gares intermédiaires d'origine de la ligne, elle comporte un bâtiment voyageurs dû à l'architecte de la Compagnie PL Alexis Cendrier. Il se compose d'un « corps à trois travées avec deux étages et des combles ».
En 1857, la Compagnie PL devient, par fusion, la Compagnie des chemins de fer de Paris à Lyon et à la Méditerranée (PLM).
La « gare de Villefranche-sur-Saône » figure dans la nomenclature 1911 des gares, stations et haltes, de la Compagnie PLM. Elle porte le no 16 de la ligne de Paris à Marseille et à Vintimille (4e Section - Rhône). C'est une gare ouverte au service complet de la Grande Vitesse (GV) et de la Petite Vitesse (PV).
De 1898 à 1934, la gare est également le terminus des lignes du réseau du Chemin de fer du Beaujolais (CFB). Le bâtiment voyageurs du CFB prend place au nord du bâtiment voyageurs du PLM, au niveau de l'actuel croisement entre le boulevard Louis-Blanc et la rue de Stalingrad.
Deux lignes partaient de la gare du CFB, respectivement en direction de Monsols (à 48 km) et de Tarare (à 44 km).

### Gare SNCF depuis 1938
La gare est rénovée entre 2010 et 2013. Le bâtiment voyageurs est entièrement restructuré : déplacement du hall, création d’un passage intermodal vers la gare routière, création d’un local à vélos sécurisé. Des espaces sont réservés pour l'arrivée d'éventuels nouveaux services ou commerces. Les quais sont rendus accessibles aux personnes handicapées, avec rehaussement, pose de bandes d'éveil de vigilance, rénovation du passage souterrain et des accès et installation d’ascenseurs. 
Le parvis et les abords de la gare sont réaménagés : création d’un plateau piétonnier, requalification du boulevard à 2x1 voie pour les véhicules légers, aménagement de 2 voies pour les bus en site propre et de deux bandes cyclables, avec création de deux arrêts de bus côté ouest de l’avenue, et trois arrêts de bus côté est. La zone taxi, personnes à mobilité réduite et dépose-minute est déplacée au nord du parvis de la gare, tandis qu'une  jonction piétonne avec la gare routière est réalisée via le nouvel accès sud du passage intermodal. Un parking de 300 places est aménagé au sud de la gare.

## Fréquentation
De 2015 à 2022, selon les estimations de la SNCF, la fréquentation annuelle de la gare s'élève aux nombres indiqués dans le tableau ci-dessous.
| Année                      | 2015      | 2016      | 2017      | 2018      | 2019      | 2020      | 2021      | 2022      |
| -------------------------- | --------- | --------- | --------- | --------- | --------- | --------- | --------- | --------- |
| Voyageurs                  | 2 082 592 | 2 093 793 | 2 175 951 | 2 038 720 | 2 254 011 | 1 458 296 | 1 799 137 | 2 450 701 |
| Voyageurs et non voyageurs | 2 603 240 | 2 617 939 | 2 548 401 | 2 817 514 | 1 657 155 | 1 657 155 | 2 044 474 | 2 784 888 |

## Service des voyageurs

### Accueil
Gare SNCF, elle dispose d'un bâtiment voyageurs, avec guichet, ouvert tous les jours. Elle est notamment équipée d'automates pour l'achat de titres de transport.

### Desserte
Villefranche-sur-Saône est desservie par des trains TER Auvergne-Rhône-Alpes des relations (Paris-Bercy -) Dijon-Ville - Lyon-Part-Dieu, Mâcon-Ville - Valence-Ville et Villefranche-sur-Saône - Lyon-Perrache - Vienne. 

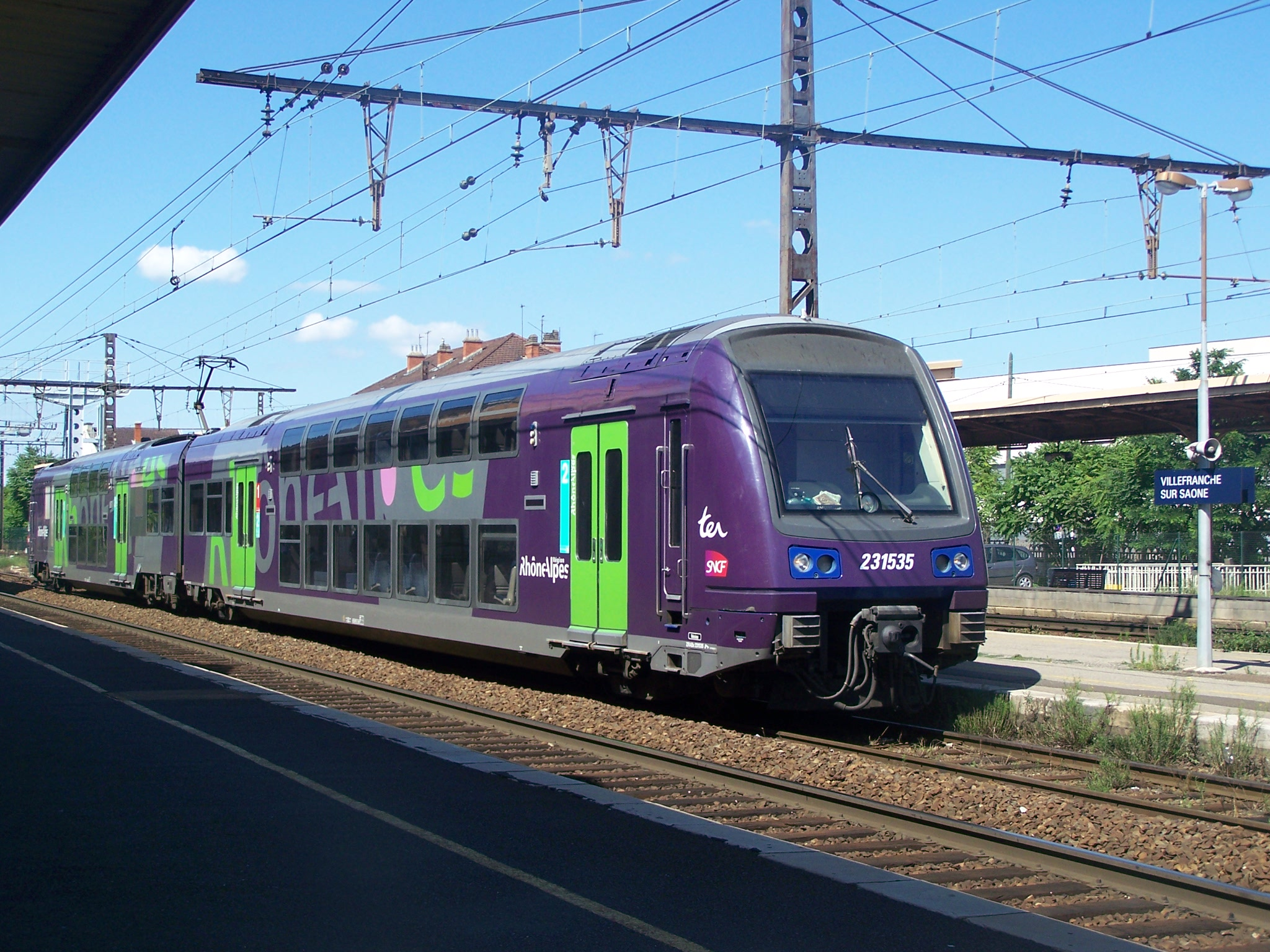
Un TER attendant son départ.

### Intermodalité
Un local à vélo sécurisé est disponible dans le passage intermodal, et plusieurs parkings pour les véhicules sont aménagés. La ligne X25 du réseau interurbain Cars Région assure la liaison entre Villefranche-sur-Saône et la gare de Mâcon-Loché-TGV via Saint-Georges-de-Reneins, Belleville-sur-Saône et Romanèche-Thorins. Cette ligne était exploitée jusqu'au 9 décembre 2012 par les TER Rhône-Alpes.

## Service des marchandises
Cette gare est ouverte au service du fret (gare gérée à distance, toutes marchandises et wagons isolés).

## Patrimoine ferroviaire

Le bâtiment voyageurs…
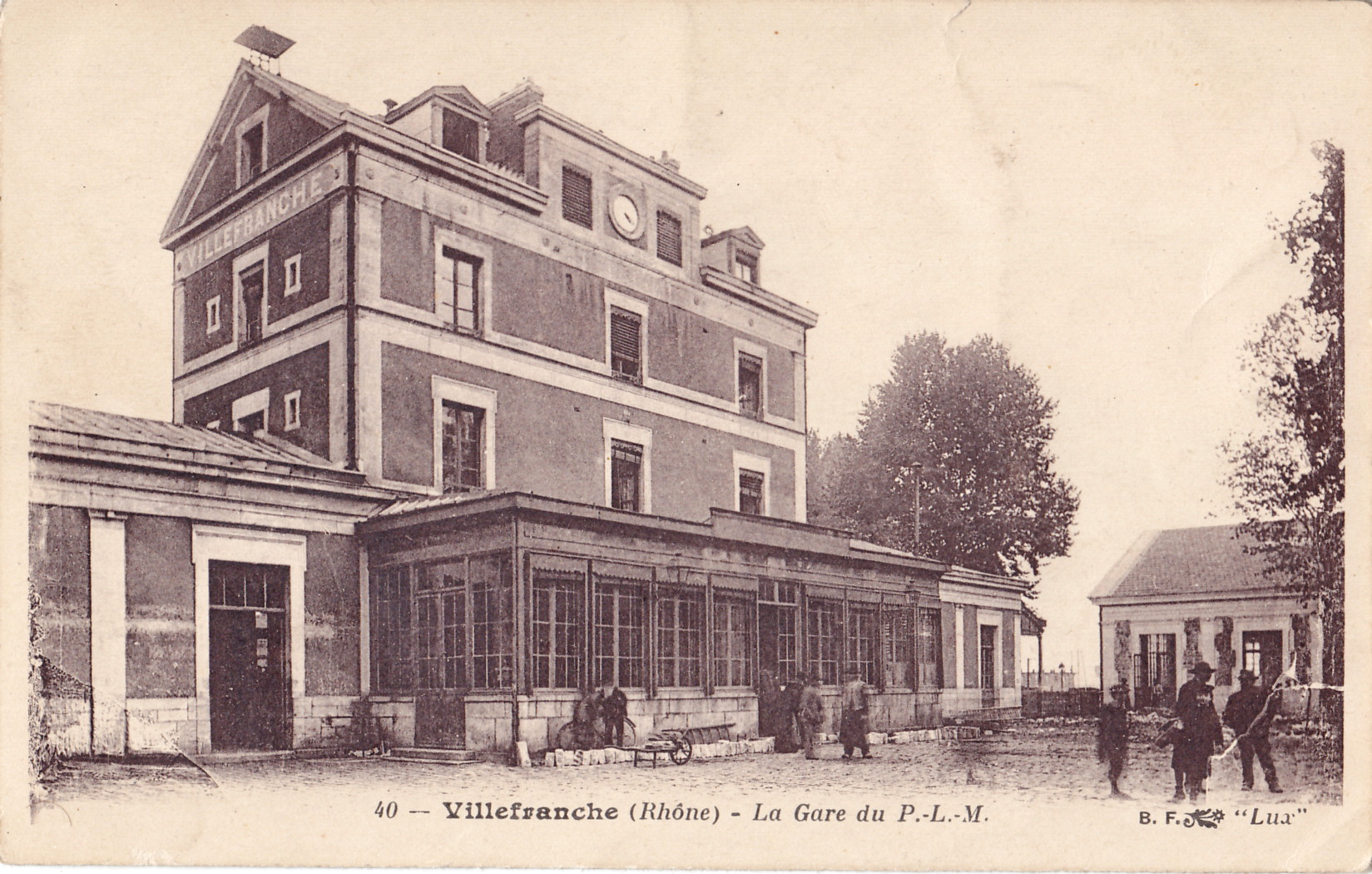
…au temps du PLM.
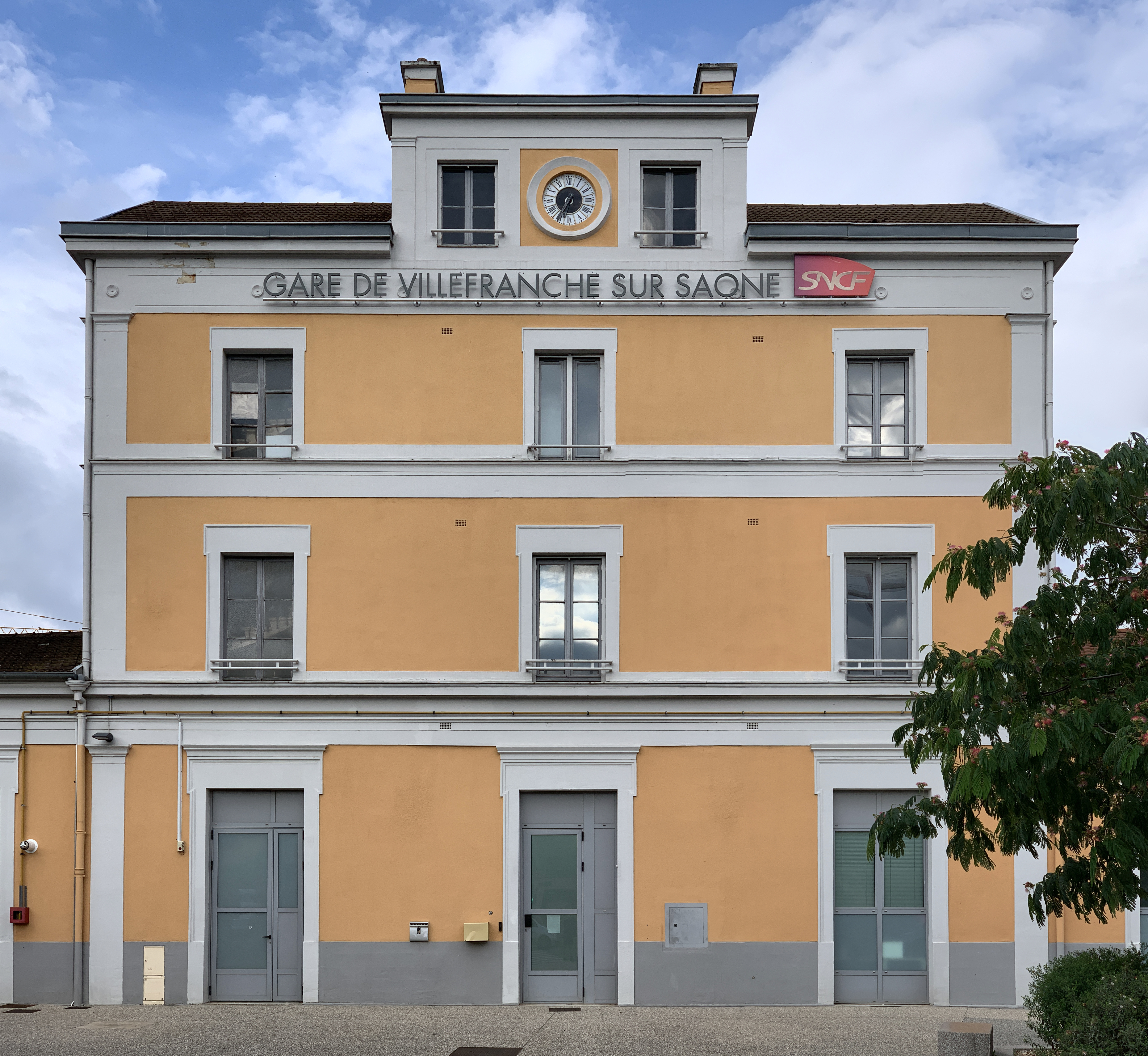
…après la rénovation de 2013.